# Sistema operacional do PlayStation Portable

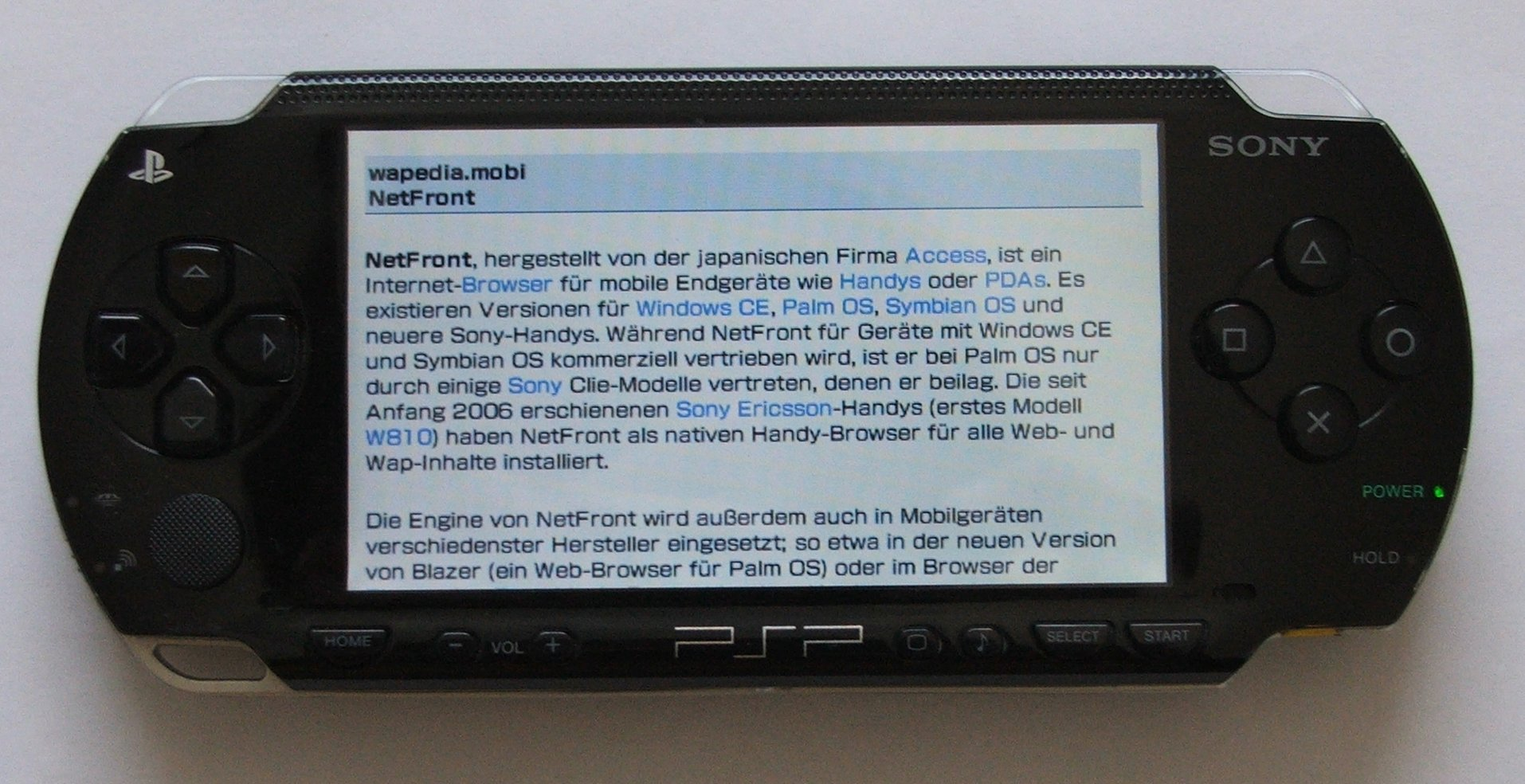
Navegador web no PlayStation Portable.

O PlayStation Portable System Software é o firmware atualizável oficial do PlayStation Portable. Suas atualizações adicionam novas funcionalidades, assim como correções de segurança que previnam a execução de aplicativos homebrew e plugins no sistema. As atualizações podem ser obtidas de quatro maneiras:
- Transferência direta ao PSP através de Wi-Fi, podendo ser realizada a partir do XMB em Settings -> System Update.
- Transferir para um PC e, em seguida, transferir para o PSP através de um cabo USB ou Memory Stick.
- Incluído em no UMD de alguns jogo. Estes jogos podem não reproduzir em versões de firmware mais antigas daquelas em seus UMD.
- Transferir a partir de um PS3 para um sistema PSP através de um cabo USB. (Somente versões japonesas e americanas)

Mesmo sedo possível a utilização do software de sistema com console de quaisquer regiões, a Sony recomenda apenas a transferência das atualizações do software de sistema para a região correspondente ao local de aquisição do sistema. As atualizações do software de sistema adicionaram variados recurso, incluindo um navegador da web, suporte a Adobe Flash Player 6, codecs adicionais para imagens, áudio e vídeo, conectividade com o PlayStation 3, assim como correções contra várias brechas de segurança, vulnerabilidades e execução de programas homebrew.  A bateria deve estar ao menos 50% carregada, caso contrário, o sistema impedirá a instalação do código de atualização. Se o fornecimento de energia for perdido durante a escrita no software de sistema, o console não será mais capaz de operar a menos que o sistema seja carregado em modo de serviço ou enviado à Sony para reparo durante o período vigente da garantia.

## Informações sobre a atualização do software

### Detalhes das atualizações
| CHAVE     | Alterações de configurações                                               | Alterações de disco                                   | Alterações de jogos                                                             | Alterações de mídia                                                        | Alterações de rede                                              | Alterações de sistema                            |
| --------- | ------------------------------------------------------------------------- | ----------------------------------------------------- | ------------------------------------------------------------------------------- | -------------------------------------------------------------------------- | --------------------------------------------------------------- | ------------------------------------------------ |
| Descrição | Alterações primariamente relacionadas ao menu de configurações do sistema | Alterações primariamente relacionadas à discos de UMD | Alterações primariamente relacionadas à jogos de PS1, PSP Mini, PC Engine e PSP | Alterações primariamente relacionadas ao menu de fotos, música e/ou vídeos | Alterações primariamente relacionadas ao menu de TV, rede e PSN | Outras alterações, como segurança e estabilidade |

#### Versão 4
| Versão Data de lançamento (UTC) Notas                                       | Descrição |
| --------------------------------------------------------------------------- | --- |
| 4.21 Encontrado inicialmente em 5 de dezembro de 2008 Somente pré-instalado | Alterações de sistema - Correção do erro no recurso Libtiff. |
| 4.20 Encontrado inicialmente em 14 de outubro de 2008 Somente pré-instalado | Alterações de configurações - Adição do recurso USB auto-connect no menu System Settings em Settings. (Este recurso tornou-se disponível para outros sistemas PSP em uma atualização subsequente) - Adição de Flicker Reduction no menu Connected Display em Settings. - Adição de Noise Reduction no menu Connected Display em Settings. - Adição de Color Space no menu System Settings em Settings. |
| 4.05 13 de julho de 2008                                                    | Alterações de mídia - Adição de novo efeito de visualização em Music. - Adição de suporte para visualização de vídeos alugados e adquiridos transferidos através da PlayStation Store. (Temporariamente somente versão americana) - Até 8 programas podem agora ser agendados para gravação utilizando o sintonizador de TV 1-Seg. (Somente versão japonesa) - Agora é possível gravar programas de TV utilizando o sintonizador de TV 1-Seg sem que tenham que ser vistos ao mesmo tempo. (Somente versão japonesa) |
| 4.01 25 de junho de 2008                                                    | Lançado inicialmente para a placa-mãe TA-088 v3, não compatível com a Bateria Pandora. Alterações de mídia - Melhorado a reprodução de conteúdo de vídeo em Video para certos tipos de arquivos. Alterações de rede - Melhorado a exibição de resultados de buscas em Internet Search para certos idiomas. |
| 4.00 18 de junho de 2008                                                    | Alterações de mídia - Funcionalidade permitindo velocidades alteradas de reprodução em Video. - Adição de suporte a legendas para filmes UMD em Video. Alterações de rede - Adição do recurso Internet Search em Network. |

#### Versão 3
| Versão Data de lançamento (UTC) Notas                                        | Descrição |
| ---------------------------------------------------------------------------- | --- |
| 3.96 Encontrado inicialmente em 3 de junho de 2008 Somente em UMD            | Fornecido somente com a versão norte-americana de Hot Shots Golf: Open Tee 2. Alterações de sistema - Expansão do suporte a títulos da PlayStation Network. |
| 3.95 8 de abril de 2008                                                      | Alterações de sistema - Expansão do suporte a títulos da PlayStation Network. - O controle de jogos transferidos de PlayStation podem ser melhor customizado. - Alteração do método para desligar o PlayStation 3 utilizando o Remote Play. |
| 3.93 18 de março de 2008                                                     | Alterações de rede - Expansão do recuro de Rádio da Internet. - Adição do recurso de Skype em Network. (Somente versão japonesa) |
| 3.90 29 de janeiro de 2008                                                   | Alterações de rede - Adição do suporte ao serviço Go!Messenger em Network. (Somente versão europeia) - Adição do recurso de Skype em Network. (Excluindo versão japonesa) Alterações de sistema - Expansão do suporte a títulos da PlayStation Network. |
| 3.80 17 de dezembro de 2007                                                  | Alterações de mídia - Adição de novo efeito de visualização de música. - Adição de busca de cena de vídeo. - Gravação de transmissão de um segmento 1-seg. (Somente versão japonesa) Alterações de rede - Reprodutor de transmissão de rádio pela internet. - RSS agora suporta OPML e imagens. - PlayStation Spot agora disponível em BB Mobile Point. (Somente versão japonesa) Alterações de sistema - Adição da habilidade de reproduzir jogos de PlayStation de discos ou disco rígido através do Remote Play como o sistema PlayStation 3.                               |
| 3.73 29 de novembro de 2007                                                  | Lançado inicialmente para revisar o Slim & Lite com placa-mãe TA-085 v2. Alterações de disco - Melhorada a estabilidade do sistema corrigindo-se problemas onde a unidade de UMD suspender-se-ia ocasionalmente e falhar ao recarregar dados. |
| 3.72 30 de outubro de 2007                                                   | Alterações de sistema - Expansão do suporte a títulos da PlayStation Network. - Remote Start agora disponível em Remote Play. Remote Start requer um sistema PlayStation 3 com a versão 2.00 do software de sistema. |
| 3.71 13 de setembro de 2007                                                  | Alterações de sistema - Adição de revisões para fortalecer a segurança. - Expansão do suporte a títulos da PlayStation Network. - Realização de uma correção às configurações de algumas regiões (ex: o ícone PlayStation Spot foi removido de regiões exceto o Japão). |
| 3.70 11 de setembro de 2007                                                  | Primeira versão "universal" do firmware para o PSP-1000 e PSP-2000 Slim & Lite. Alterações de configurações - Temas personalizados. - Adição de suporte para designação de botões no Remote Play. Alterações de mídia - Adição de recurso de busca de cena em Video. - Adição de suporte a reprodução sequencial em Video. - Adição de suporte a reprodução simultânea de conteúdo em Music e Photo. - Aumento do limite da taxa de bit de vídeo de 768kbit/s para 2Mbit/s. Alterações de rede - Adição do ícone PlayStation Spot em Network para outras regiões fora o Japão. |
| 3.60 Encontrado inicialmente em 10 de setembro de 2007 Somente pré-instalado | Nenhuma atualização para este firmware foi disponibilizado. Disponibilizado apenas pré-instalado na versão inicial do PSP Slim & Lite com placa-mãe TA-085. Alterações de configurações - Suporte para cache de UMD. - Opção para Carregamento de USB. - Temas de cores adicionais para o XMB. Alterações de mídia - Adição de saída de TV. - Suporte para Sintonizador 1-Seg. (Somente versão japonesa) |
| 3.52 24 de julho de 2007                                                     | Alterações de sistema - Expansão do suporte a títulos da PlayStation Network. |
| 3.51 29 de junho de 2007                                                     | Alterações de sistema - Correção da brecha Illuminati. |
| 3.50 31 de maio de 2007                                                      | Alterações de rede - Adição do recurso RSS Channel Guide em RSS Channel. Alterações de sistema - Permissão da utilização do Remote Play através de conexão à internet. - Remoção do limite de velocidade da CPU, permitindo que a CPU rode em 333 MHz ao invés de 266 MHz. |
| 3.40 20 de abril de 2007                                                     | Alterações de sistema - Expansão do suporte a títulos da PlayStation Network. - Opção "Certificate Utility" apagada. (Ainda podendo ser acessada pressionando-se triangulo no jogo selecionado) - Dados salvos em formato de software PlayStation podem ser usado tantos nos sistemas PSP quanto PS3. |
| 3.30 28 de março de 2007                                                     | Alterações de sistema - Adição de "Wireless Hotspot" (6 meses de acesso à internet através de Hotspot wireless da T-Mobile para usuários norte-americanos) |
| 3.11 8 de fevereiro de 2007                                                  | Alterações de rede - Adição do menu Portable TV em Network. (Somente versão japonesa) Alterações de sistema - Opção de redefinição para jogos de PlayStation Network. |
| 3.10 30 de janeiro de 2007                                                   | Alterações de configurações - Adição de normalizador dinâmico. - Adição de opção para conversão de memória Alterações de rede - Adição do menu PlayStationSpot em Network. (Somente versão japonesa) Alterações de sistema - Correção secreta das brechas sceRegOpenRegistry e GTA. |
| 3.03 20 de dezembro de 2006                                                  | Alterações de mídia - Adição do suporte para captura de fotos e vídeos utilizando a câmera. Alterações de sistema - Expansão do suporte a títulos da PlayStation Network. |
| 3.02 6 de dezembro de 2006                                                   | Alterações de sistema - Expansão do suporte a títulos da PlayStation Network. |
| 3.01 22 de novembro de 2006                                                  | Alterações de sistema - Expansão do suporte a títulos da PlayStation Network. |
| 3.00 21 de novembro de 2006                                                  | Alterações de mídia - Adição de um visualizador de música. Alterações de sistema - Adição do Remote Play de PlayStation 3 - Jogos clássicos do PSone |

#### Versão 2
| Versão Data de lançamento (UTC) Notas                                                           | Descrição |
| ----------------------------------------------------------------------------------------------- | --- |
| 2.82 26 de outubro de 2006                                                                      | Alterações de sistema - Adição de revisões para fortalecer a segurança. |
| 2.81 7 de setembro de 2006                                                                      | Alterações de sistema - Adição de suporte para cartões Memory Stick com capacidade superior a 4GB. - Adição de revisões para fortalecer a segurança. - Correção da brecha libtiff (segunda de três). |
| 2.80 27 de julho de 2006                                                                        | Alteraçoes de rede - Adição do suporte para feeds RSS de vídeo. - Atualização do LocationFree Player, sendo compatível com o codec de vídeo AVC. Alterações de sistema - Adição de revisões para fortalecer a segurança. - Correção secreta do erro sceKernelLoadExec, mas aberta brecha sceRegOpenRegistry. |
| 2.71 30 de maio de 2006                                                                         | Alterações de rede - Adição do suporte a transferência de demonstrações de jogos através do Navegador da Internet. |
| 2.70 25 de abril de 2006                                                                        | Alteraçoes de rede - Adição do suporte a Adobe Flash Player (versão 6) |
| 2.60 29 de novembro de 2005                                                                     | Alterações de rede - Adição do suporte para feeds RSS de áudio. Alterações de sistema - Adição de revisões para fortalecer a segurança. - Primeira tentativa de corrigir a brecha GTA 2.00-2.50. Foi descoberto posteriormente que a atualização de segurança não funcionava corretamente em todas as versões até a 3.03 (exploit Grand Theft Auto: Liberty City Stories). - Um erro de overclock (ou limite?) foi introduzido com esta atualização, prevenindo a CPU de subir acima de 222mHZ durante a ativação do Wi-Fi. Este é um comportamento previsível e reproduzível, onde se o CPU está em overclock (como 266-333) antes da ativação do Wi-Fi o comportamento é anulada até o próximo desligamento completo. Isto ainda está presente nos firmwares mais recente. Podendo ter sido uma tentativa de limitação por parte da Sony à antecipação da baixa tensão na bateria do PSP-2000, evitando assim puxar muita força por vez. |
| 2.50 13 de outubro de 2005                                                                      | Alterações de configurações - Adição de Set via Internet a Date and Time em Date & Time Settings. - Adição de WPA-PSK (AES) como um método de segurança em Network Settings. Alterações de mídia - Vídeos protegidos por direitos autorais podem ser reproduzidos. Alterações de rede - Adição de LocationFree Player. - Adição de Auto-Select e Unicode (UTF-8) ao navegador. - As configurações de Text Size, Display Mode e a entrada de histórico em formato online pode ser salvo no navegador. Alterações de sistema - Adição do modo de entrada coreano ao teclado em tela. |
| 2.01 3 de outubro de 2005                                                                       | Alterações de sistema - Adição de revisões para fortalecer a segurança. - Atualização de segurança para corrigir a brecha original de TIFF (a primeira de três). |
| 2.00 1 de setembro de 2005 Lançamento inicial do Reino Unido (com disco de atualização incluso) | Alterações de configurações - Adição de coreano como um idioma do sistema em System Settings. - Adição de Character Set em System Settings. - Adição de Theme Settings. - Adição de Internet Browser Start Control como um mode de segurança em Security Settings. - Adição de WPA-PSK (TKIP) como um mode de segurança em Network Settings. - Adição de atalho de endereço da web como modo de entrada no teclado em tela. Alterações de mídia - Adição do Modo de Tela 4:3 (para vídeos salvos na mídia Memory Stick Duo). - Adição do recurso Ir Para (para UMDVIDEO e UMDMUSIC). - Adição do recurso Repetir A-B (para UMDVIDEO, UMDMUSIC e vídeos salvos na mídia Memory Stick Duo). - Adição de opções de áudio (para vídeos salvos na mídia Memory Stick Duo). - Adição de MP4 (AVC) como formato de arquivo reproduzível (para vídeos salvos na mídia Memory Stick Duo). - A combinação de SonicStage versão 3.2 (ou posterior) e sistema de software do PSP 2.00 (ou posterior) tornou possível que arquivos de música no formato ATRAC3 plus fossem transferidas ao Memory Stick PRO Duo. - Adição de MP4 (o codec de áudio para os arquivos de áudio no formato MP4 é MPEG-4 AAC) e WAV (Linear PCM) como formatos de arquivo reproduzíveis (para arquivos de músicas salvos na mídia Memory Stick Duo). - Adição do recurso de papel de parede. - Adição do recurso de transferência de imagens. - Adição de TIFF, GIF, PNG e BMP como formatos de arquivo visualizáveis. Alterações de rede - Adição de Network (adicionado neste lançamento). - Adição de Internet Browser. |

#### Versão 1
| Versão Data de lançamento (UTC) Notas                                                                   | Descrição |
| --- | --- |
| 1.52 15 de junho de 2005 Lançamento inicial do Reino Unido                                              | Alterações de disco - Suporte para música em UMD. Alterações de sistema - Adição de revisões para fortalecer a segurança.                                                             |
| 1.51 18 de maio de 2005                                                                                 | Alterações de sistema - Adição de revisões para fortalecer a segurança. - Atualização de segurança para corrigir exploit "KXploit".                                                   |
| 1.50 24 de março de 2005 Lançamento inicial norte-americano                                             | Alterações de mídia - Novos codecs de vídeo. Alterações de sistema - Adição de revisões para fortalecer a segurança. - Adição ao suporte à autorização de conteúdo. - Vários idiomas. |
| 1.00 Encontrado inicialmente em 12 de dezembro de 2004 Somente pré-instalado Lançamento inicial japonês | - Lançamento original. - Nenhum sistema de autorização de conteúdo. |